# Nothura
Nothura Wagler, 1827 è un genere di uccelli della famiglia Tinamidae.

## Descrizione
Dimensioni minime: 18 cm (Nothura minor)
Dimensioni massime: 28,5 cm (Nothura boraquira)

## Sistematica
Il genere comprende 5 specie:
- Nothura boraquira (von Spix, 1825) - cotorna pettobianco
- Nothura minor (von Spix, 1825) - cotorna minore
- Nothura darwinii Gray, 1867 - cotorna di Darwin
- Nothura maculosa (Temminck, 1815) - cotorna macchiata
- Nothura chacoensis Conover, 1937 - tinamo del Chaco